# Аугуст фон Коцебу
Аугуст фон Коцебу (August von Kotzebue, 1761—1819) је био савременик немачке књижевности.Родио се у Вајмару и у Гетеово време је био адвокат у малом дворском месту до 1780, када ступа у службу руског цара, а потом је био позоришни писац у Бечу. Рано је почео да се бави књижевним радом. Дао је приличан број историјских списа, приповедака, песама, романа, путописа и превода, али је пре свега био најизвођенији драмски писац свога доба. Његова слава је убрзо прешла границе немачког језичког подручја и Европе.

## Биографија
После завршених правних студија у Дуизбургу и Јени живео је и радио у Немачкој, Аустрији, Русији и Француској, обављао разне функције уживљавајући се са лакоћом у разнолике послове. Био је позоришни песник у Бечу (1797—1799), директор немачког позоришта у Петрограду и члан пруске академије наука; од 1817. је био лични извештач руског цара о књижевним токовима у Немачкој. Био је непомирљив противник Наполеона и борио се против њега и пером и мачем. После рестаурације све више је нагињао реакцији и био сумњичен да је у служби самодржавља, па га је 23. III 1819. у Манхајму убио студент теологије Карл Занд (Sand). О Коцебу и његовој погибији, о његовој породици, о Занду и његовом погубљењу (20. V 1820) има написа у тридесет бројева Давидовићевих „Новина србских”, тада јединих наших новина које су излазиле у Бечу (1813—1822).

## Стваралаштво
Написао је 211 позоришних дела, комедија и трагедија, од којих је већина драмски врло ефектна и одговарала је малограђанском укусу тога времена. Издаје недељне књижевне новине Literarisches Wochenblatt, у којима се руга патриотским студентским удружењима, чиме навлачи мржњу либерала, па је на крају постао жртва атентата. Највећи успех постигао је комадом Људска мржња и покајање (Menschenhass und Reue, 1789.) . Његова дела су такође и Der Papago (Крешталица), Die Zerstreuten (Расејани), Braut und Bräutigam in einer Person, Die eifersüchtige Frau. Стекао је признање за своје романе Die Leiden der Ortenbergischen Familie (1785. први и други део), Die Geschichte meines Vaters.